# Eadrico, o Selvagem
Eadrico, o Selvagem (ou Eadrico Silvaticus), também conhecido como Eadrico Filho e Edrico o Silvícola, foi um magnata anglo-saxão das Midlands Ocidentais que liderou a resistência inglesa à conquista normanda, ativo entre 1068 e 1070.

## Contexto
O historiador do início do século XII João de Worcester escreveu que Eadrico, o Selvagem era filho de um Elfrico, a quem identifica como um irmão de Edrico o Aquisitivo, conde de Mércia sob o rei Etelredo, o Despreparado Embora cinco dos irmãos de Edrico o Aquisitivo parecem atestar testemunhas de listas das cartas do Rei Etelredo, não há nenhuma identificação plausível para Elfrico como candidato a irmão do conde. É possível que não fosse um irmão, mas sobrinho do conde de Mércia. Se assim for, Eadrico (o Selvagem) poderia pertencer à mesma geração como seu primo Siward, filho de Æthelgar, que era um neto de Eadric Streona.
Devido o seu nome ser comum na pré-Conquista da Inglaterra, a identificação com qualquer um dos proprietários desse nome listado no Domesday Book continua a ser um assunto delicado. No entanto, parece que ocupou muitas terras em Shropshire e também manteve cerca de 12 hidas em Herefordshire. É provavelmente o Eadrico, filho de Elfrico, que manteve duas propriedades do Priorado de Much Wenlock (Shropshire). Eadrico e seu primo Sivardo foram classificados como ricos tanos (criados) em Shropshire.

## Resistência ao governo normando
Relatos do ato da rebelião de Eadrico em Herefordshire em 1067 estão incluídos no Manuscrito D da Crônica Anglo-Saxônica, a Crônica de João de Worcester e Orderico Vital. Após a conquista da Inglaterra por Guilherme da Normandia, recusou-se a apresentar e, portanto, foi atacado por forças normandas baseadas no Castelo de Hereford, sob Ricardo Fitz Scrub.
Levantou uma rebelião e aliando-se ao príncipe galês de Venedócia (e Powys), Bleddyn ap Cynfyn, e seu irmão Rhiwallon, atacaram sem sucesso o castelo normando em Hereford em 1067. Eles não levaram o condado, e retiraram-se ao País de Gales para planejar mais assaltos. Durante a onda generalizada de rebeliões inglesas em 1069 e 1070, queimou a cidade de Shrewsbury e sem sucesso sitiou o castelo da cidade, mais uma vez ajudado por seus aliados galeses de Venedócia, bem como outros rebeldes ingleses de Cheshire.
Foi provavelmente esta combinação de forças que foi derrotada por Guilherme em uma batalha em Stafford, no final de 1069. Aparentemente se submeteu ao rei Guilherme em 1070 e mais tarde participou de sua invasão da Escócia em 1072. Outro relato diz que foi capturado por Ranulfo de Mortimer "após longas lutas e entregue ao rei para prisão perpétua, algumas de suas terras mais tarde legadas à abadia" de Wigmore.
Fez campanha no Maine para o rei dos ingleses em 1072 e de acordo com a genealogia Mortimer manteve o Castelo Wigmore contra Ranulfo de Mortimer durante a rebelião de 1075.

## Pós-rebelião
O Domesday Book menciona "Edric salvage" como o antigo arrendatário de seis feudos em Shropshire e um em Herefordshire. Pode ter mantido outros, mas há uma profusão de Eadricos no Domesday, tornando uma identificação mais difícil, se não impossível. R. W. Eyton comentou que "um entusiasta de genealogia teria pouca hesitação em assumir como conclusão a possibilidade de que Guilherme le Savage, que mantinha Eudon Savage, Neen Savage e Walton Savage de Ranulfo de Mortimer, no século XII, poderia ter sido um descendente de Eadrico". Seu primo, Ealdraed, herdou sua terra em Acton Scott, que mais tarde foi herdada por Guilherme Langleys ("o inglês" morreu em 1203), provavelmente era descendente de Eldredo. A propriedade ainda está nas mãos dos descendentes de Langleys, as Actons, tendo passado através das gerações, sem nunca ser vendida.

## Apelido
Na Crônica Anglo-Saxônica (manuscrito D), Eadrico é chamado de Cild (literalmente "filho"), o que pode significar um título de categoria. Também era conhecido como "o Selvagem", e em latim, silvaticus. De acordo com Susan Reynolds:
"Os historiadores têm geralmente tratado o sobrenome de Eadrico como um apelido [...] Uma provável explicação é que [...] Eadrico era de um grupo de pessoas bem conhecidas em sua época como os 'silvatici'. Orderico Vital diz em sua descrição dos levantes ingleses de c. 1068-9 que muitos dos rebeldes viviam em tendas, desdenhando dormir em casas a fim de não abrandar, de modo que alguns deles eram chamados de silvatici pelos normandos [...] Ele não é o único cronista a deixar claro que a resistência inglesa era muito generalizada ou a descrever os rebeldes que ocupavam as florestas e pântanos. A crônica de Abingdon diz que os ingleses inventaram muitas conspirações e alguns se esconderam nas florestas e outros nas ilhas, saqueando e atacando aqueles que vinham em seu caminho, enquanto outros chamados de Danos, e os homens de todas as classes participavam nestes ataques [...] Que deveriam ter feito suas bases na selva e é perfeitamente credível que foram nomeados por ele, como os maquis do século XX."
Reynolds notou, ainda, que:
"Contudo, se for verdade que os silvatici foram há alguns anos um fenômeno generalizado e bem conhecido, isso poderia ajudar a explicar aspectos de histórias posteriores de foras da lei que têm intrigado os historiadores. Poucos fora da lei em outros países aparentemente deixaram uma lenda tão poderosa quanto Robin Hood [...] Os bandidos mais famosos da floresta verde antes dele foram, provavelmente, a velha nobreza inglesa em seu caminho de cima para baixo."

## Tradições
Eadrico é mencionado em conexão com a Caça Selvagem, e no conto de Wild Eadric.
Foi interpretado por Robert O'Mahoney no drama de TV Blood Royal: William the Conqueror (1990).

## Legado
Entre as famílias que reivindicam sua descendência estão os Weld-Blundell da Inglaterra e os Weld dos Estados Unidos.